# Владислав Грињов
Владислав Сергејевич Грињов (рус. Владислав Сергеевич Гринёв; Москва, 21. јул 1996) руски је пливач чија ужа специјалност су трке слободним стилом на 100 метара. Вишеструки је освајач медаља на светским и европским првенствима у великим и малим базенима, национални рекордер у трци на 100 метара слободним стилом и „Заслужни мастер спорта Руске Федерације”.

## Спортска каријера
Грињов је рођен и одрастао у Москви где је као седмогодишњи дечак почео да тренира пливање. Због лошијих резултата у јуниорској конкуренцији размишљао је о прекидању своје пливачке каријере, али је ипак наставио са тренинзима након одласка на студије на Московском пољопривредном факултету (смер агрономија и биотехнологија).
Први настуе на међународној пливачкој сцени у сениорској конкуренцији је иамо на митингу светског купа у малим базенима, одржаном у Москви почетком септембра 2016, док је стандардни члан руске пливачке репрезентације постао тек две године касније. Прво велико такмичење на коме је наступио је било Европско првенство у Глазгову 2018, и већ на свом дебију успео је да освоји три медаље, од чега једну златну у трци штафета на 4×100 метара слободним стилом (пливао у квалификацијама, али не и у финалу).
У децембру исте године по први пут је пливао на Светском првенству у малим базенима у кинеском Хангџоуу, где је освојио три сребрне медаље у тркама штафета на 4×100 и 4×200 м слободно и 4×100 мешовито. 
Почетком априла 2019. Грињов је успео да исплива нови национални рекорд Русије у трци на 100 метара слободним стилом (47,43 с), поправивши тако десет година стар рекорд Андреја Гречина. Три месеца касније на Светском првенству у Квангџуу освојио је три медаље — сребро у штафети 4×100 слободно и бронзе на 4×100 мешовито и 100 слободно. Годину је завршио са освојене три златне и једном бронзаном медаљом са Европског првенства у малим базенима у Глазгову.